# دوري كرة القدم الإنجليزي 1920–21
دوري كرة القدم الإنجليزي 1920–21 (بالألمانية: Football League First Division 1920/21) هو موسم من دوري كرة القدم الإنجليزي. أقيم خلال الفترة 21 أغسطس 1920 وحتى 7 مايو 1921، وفاز فيه نادي بيرنلي.